# Muchurcza
Muchurcza (gruz. მუხურჩა) – wieś w Gruzji, w regionie Megrelia-Górna Swanetia, w gminie Martwili. W 2014 roku liczyła 372 mieszkańców.

## Urodzeni
- Roman Rurua